# South Oxhey
South Oxhey è un villaggio della contea dell'Hertfordshire, in Inghilterra. Si trova nella parrocchia civile di Watford Rural.